# Никола, Поль
Поль Никола (фр. Paul Nicolas; 4 ноября 1899, XI округ Парижа — 3 марта 1959, Жи-л'Евек) — французский футболист, нападающий. Известен выступлениями в составе клуба «Ред Стар» и национальной сборной Франции. Четырёхкратный обладатель Кубка Франции. Участник трёх Олимпийских игр.
По завершении карьеры игрока — тренер. В 1949—1950 годах, в составе тренерского триумвирата возглавлял сборную Франции.

## Клубная карьера
В три года потерял мать, а в пятнадцать лишился отца. Его вместе с братом Анри воспитывала мачеха. В юном возрасте продемонстрировал незаурядные способности футболиста и получил приглашение от клуба «Галлия» (Париж). В 1920 году во время службы в армии его капитан Люсьен Гамблен уговорил Поля присоединиться к клубу «Ред Стар». Никола сразу адаптировался в новой команде. Трижды побеждал в чемпионате Парижа. В 1921 году стал обладателем Кубка Франции. «Ред Стар» победил со счётом 2:1 парижский клуб «Олимпик» и впервые в своей истории завоевал этот трофей. В 1922 году «Ред Стар» снова выиграл Кубок Франции, обыграв в финале «Ренн» со счётом 2:0, Поль забил один из голов команды. В 1923 году клуб Никола в третий раз выиграл национальный кубок. В финальном матче «Ред Стар» победил «Сет» со счетом 4:2.
В 1928 году он ещё раз завоевал титул обладателя Кубка Франции, в этот раз «Ред Стар» победил со счетом 3:1 «СА Париж». Никола в финале не забил, но в этом розыгрыше отличился 10 раз в шести кубковых поединках. На тот момент Поль стал первым футболистом, выигравшим четыре титула обладателя кубка Франции с одним клубом.
В 1929 году по семейным обстоятельствам переехал в Амьен, где открыл продуктовый магазин. До 1935 года играл в местном клубе «Амьен».

## Выступления за сборную

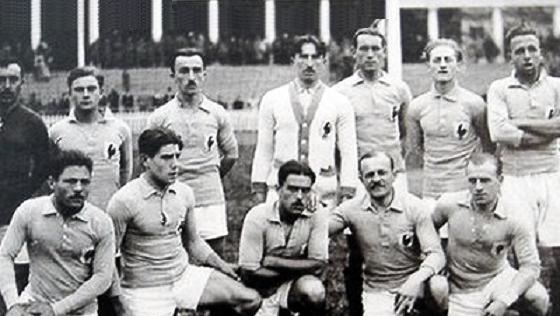
Франция на олимпийских играх 1920 года. Никола третий в нижнем ряду.

В 1919 году был участником Межсоюзнических игр, крупных спортивных соревнований, организованных странами-победителями в Первой мировой войне. Участие в соревнованиях принимали действующие и бывшие участники вооружённых сил своих стран. В составе сборной Франции (как и в других командах) выступали известные футболисты, игроки национальной сборной. Впрочем, матчи турнира не входят в официальный реестр ФИФА. Игры проводились в Париже на новом стадионе Першинг. Франция уверенно выиграла группу А, одержав три победы. Николя забивал в каждом из этих матчей: дважды поразил ворота Румынии (4:0), четырежды отличился в матче против Греции (11:0), а также забил второй гол в решающей игре за первое место против Италии (2:0). В финале французы уступили сборной Чехословакии со счётом 2:3, пропустив два гола в самом конце матча. Поль Никола с семью голами стал лучшим бомбардиром турнира.
В январе 1920 года дебютировал в официальном матче сборной Франции. В его дебютном поединке французы уступили со счётом 4:9 сборной Италии, а Никола забил первый гол своей команды.
Летом 1920 года выступал в составе сборной на Олимпийских играх в Брюсселе. В четвертьфинале Франция взяла реванш у Италии со счётом 3:1, а Поль снова отличился голом. В полуфинале французы уступили сборной Чехословакии со счётом 1:4. В дополнительном турнире, определявшем обладателей серебряной и бронзовой медалей, команда не участвовала.
В мае 1921 играл в матче против любительской сборной Англии, завершившийся исторической победой французов со счётом 2:1.

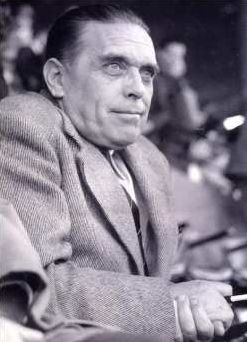
Поль Никола в 1957 году.

На Олимпийских играх 1924 года Никола забил три гола. Дважды отличился в первой игре со сборной Латвии (7:0), а также забил единственный гол своей команды в четвертьфинальной игре со сборной Уругвая (1:5), будущим победителем игр.
Выступал также на Олимпийских играх 1928 года, где Франция уступила Италии в первом же раунде со счётом 3:4.
Всего в 1920—1931 годах сыграл за сборную 35 матчей, в которых забил 20 голов. 18 матчей провёл в роли капитана команды.

## Тренер и функционер
В 1949 году вошёл в состав тренерского совета сборной Франции, помимо него в совете были Гастон Барро и Жан Ригаль. Был членом совета на протяжении шести матчей в 1949—1950 годах, среди которых были и отборочные матчи к чемпионату мира 1950 года, в которых французы уступили путёвку в финальную стадию турнира сборной Югославии.
В 1953—1956 годах был президентом Группы клубных представителей (фр. Groupement des clubs autorisés — предшественника Профессиональной футбольной лиги.
С сентября 1954 года занимал должность «Директора сборной Франции». Причастен к успеху команды на чемпионате мира 1958 года, когда сборная под руководством Альбера Баттё заняла третье место. Согласно некоторым источником повторно возглавлял национальную сборную на короткий период в 1958 году.
В марте 1959 года погиб в автокатастрофе, возвращаясь с матча сборной Франции против сборной Бельгии.